# Vikings: War of Clans
Vikings: War of Clans es un juego de estrategia MMO desarrollado y publicado por Plarium. El juego es gratuito, aunque incluye la posibilidad de comprar algunos objetos.
El juego fue publicado en Google Play y iOS App Store el 10 de agosto de 2015 y en Amazon Appstore el 10 de diciembre de 2015. El 19 de octubre de 2016, se presentó la versión PC en Facebook, y el 15 de enero de 2017, apareció la versión de navegador en el sitio oficial de la empresa.

## Contenido del juego
En Vikings: War of Clans, los jugadores deben cooperar para crear su propio clan. Cada clan tiene su jerarquía de mando, desde los reclutas hasta el jefe, y cada jugador tiene sus facultades correspondientes.
Los jugadores crean y desarrollan sus propios clanes, entrenan tropas y mejoran sus héroes y ciudades. Cada mejora en el juego requiere recursos especiales: madera, hierro, comida, piedra, plata o la moneda del juego, oro. Los recursos se pueden obtener mejorando los edificios de recursos construidos en la ciudad, enviando marchas a los lugares de recursos en el mapa global y atacando las ciudades de otros jugadores.
Todos los jugadores están divididos en diferentes territorios del juego, los reinos. De media, cada reino acoge aproximadamente 45 000 jugadores. En julio de 2017, en el juego había más de 415 reinos.
Para crear el juego, el equipo de desarrolladores utilizó la información de artículos y libros sobre la historia de la península escandinava, de programas de televisión y películas que reproducen las marchas bélicas y la vida cotidiana de los vikingos, y otros recursos que contienen información de la temprana Edad Media en Escandinavia.
El 23 de mayo de 2016, un político francés, Frédéric Lefebvre, apareció en el programa Le Talk del canal Le Figaro comparando la situación a la que se enfrentaban los franceses con los desafíos del juego Vikings: War of Clans: “Miren, se trata de un sistema cerrado. La situación en Francia me recuerda a juegos populares entre los jóvenes, como World of Warcraft y Vikings: War of Clans, donde tienes que desarrollar tu ciudad durante horas para finalmente librar la guerra. Pero durante ese tiempo solo te fijas en lo que pasa a tu alrededor y no puedes ver más allá”.
Paul Glader, profesor adjunto de periodismo en la Escuela de Liderazgo Creativo de Berlín, escribió sobre su experiencia durante el verano que pasó dirigiendo un clan en Vikings: War of Clan: “Pasé un verano estupendo como jefe de vikingos. Aprendí que muchos de los principios de liderazgo de la vida real también son aplicables a estos reinos virtuales. Tanto en la vida real, como en la realidad virtual, el buen liderazgo requiere tiempo, comprensión y diligencia. También trabajo en equipo. Y, a veces, cuando las funciones del líder pierden aliciente, es hora de elaborar un plan de sucesión o un nuevo plan de liderazgo. Porque es cuando el clan de vikingos puede enfrentarse a su mayor prueba.